# Jakov Pahomovics Grigosin
Jakov Pahomovics Grigosin (oroszul: Яков Пахомович Григошин, erzául: Яков Пахомович Григошинэнь, Jakov Pahomovics Grigosineny; 1888. november 3. – 1939. április 24.) erza nemzetiségű költő, író. 1934-től a Szovjet Írószövetség tagja.

## Élete és pályafutása
Armijovo (Армиёво) faluban született, a Penzai terület Semisejkai járásában, parasztcsaládban. Elvégezte a kazanyi tanítóképzőt, majd a Szaranszki Egyetemet, a Mordvin nyelv, irodalom, történelem és gazdaság kutatóintézetében pedig (Мордовский научно-исследовательский институт языка, литературы, истории, экономики) aspirantúrát. Dolgozott tanítóként, a Jaksztyere Szokicja (Якстере сокиця, Vörös Földműves) újság irodalmi munkatársaként, a Mordvin kutatóintézet tudományos munkatársaként. Makar Jevszevjevvel folklórgyűjtő munkát is végzett.
Az 1920-as években kezdett írni, verseket, elbeszéléseket. 1931-ben megjelent Od veleny gajgemat (Од велень гайгемат, Az új falu énekei) című verseskötete. 1933-ban adta ki Od vij (Од вий, Új erő) című kötetét, majd 1935-ben jelent meg Kolhozony pakszjava (Колхозонь паксява, A kolhozföldeken) és Pozdorovt tyety, Mordovija! (Поздоровт теть, Мордовия!, Üdvözlet neked, Mordóvia!) című kötete. Verseiben a mordvin élet mindennapjait, a végtelen szegénységet és nélkülözést eleveníti meg.
Drámát is írt, például az egyfelvonásos, gyermekeknek szánt Jolkany pjerka (Ёлкань перька, A fenyő körül) címűt. Librettót is írt, a Kuzma Alekszejev (Кузьма Алексеев) című operához.
1938-ban hamis vádakkal letartóztatták, 1939-ben börtönben halt meg.
1980-ban verseit oroszra fordították és az Oktyabrszkije zori (Октябрьские зори, Októberi hajnal) című kötetben jelentek meg. Az 1990-es években megújult az érdeklődés prózája iránt is, elbeszéléseit kötetben adták ki.